# Fédor II
Fédor II Borissovitch Godounov ou Fiodor II Borissovitch Godounov (en russe : Фёдор II Бори́сович Годунов), né en 1589 à Moscou et mort le 20 juin 1605 dans la même ville, est tsar de Russie du 23 avril au 11 juin 1605. 

## Biographie
Il succède à l'âge de 16 ans, à son père, Boris Godounov. Peu de temps avant sa mort, ce dernier l'avait désigné comme corégent, de telle sorte que la succession au trône s'effectue sans difficulté. 
Bien qu'il soit physiquement robuste et bien éduqué, les boyards, qui soutiennent l'autorité de son père, refusent de lui porter allégeance : le mécontentement général qui s'est manifesté contre Boris Godounov se reporte contre son fils, qui ne bénéficie que du soutien familial. Pour gouverner, Fédor fonde son appui sur l'un des aristocrates russes plus populaires, Piotr Basmanov ; celui-ci persuade ses troupes de prêter serment à Fédor, tout en laissant s'ourdir un complot contre le tsar. 
Quelques jours plus tard, Basmanov se rallie à Grégori Otrepiev, qui prétend être le tsarévitch Dimitri, dernier fils d'Ivan IV le Terrible. Le 10 juin 1605, un groupe de boyards prend le contrôle de Moscou. Fédor II et sa mère Maria Grigorievna sont assassinés par strangulation peu de temps après.